# Waidbrucker Konglomerat

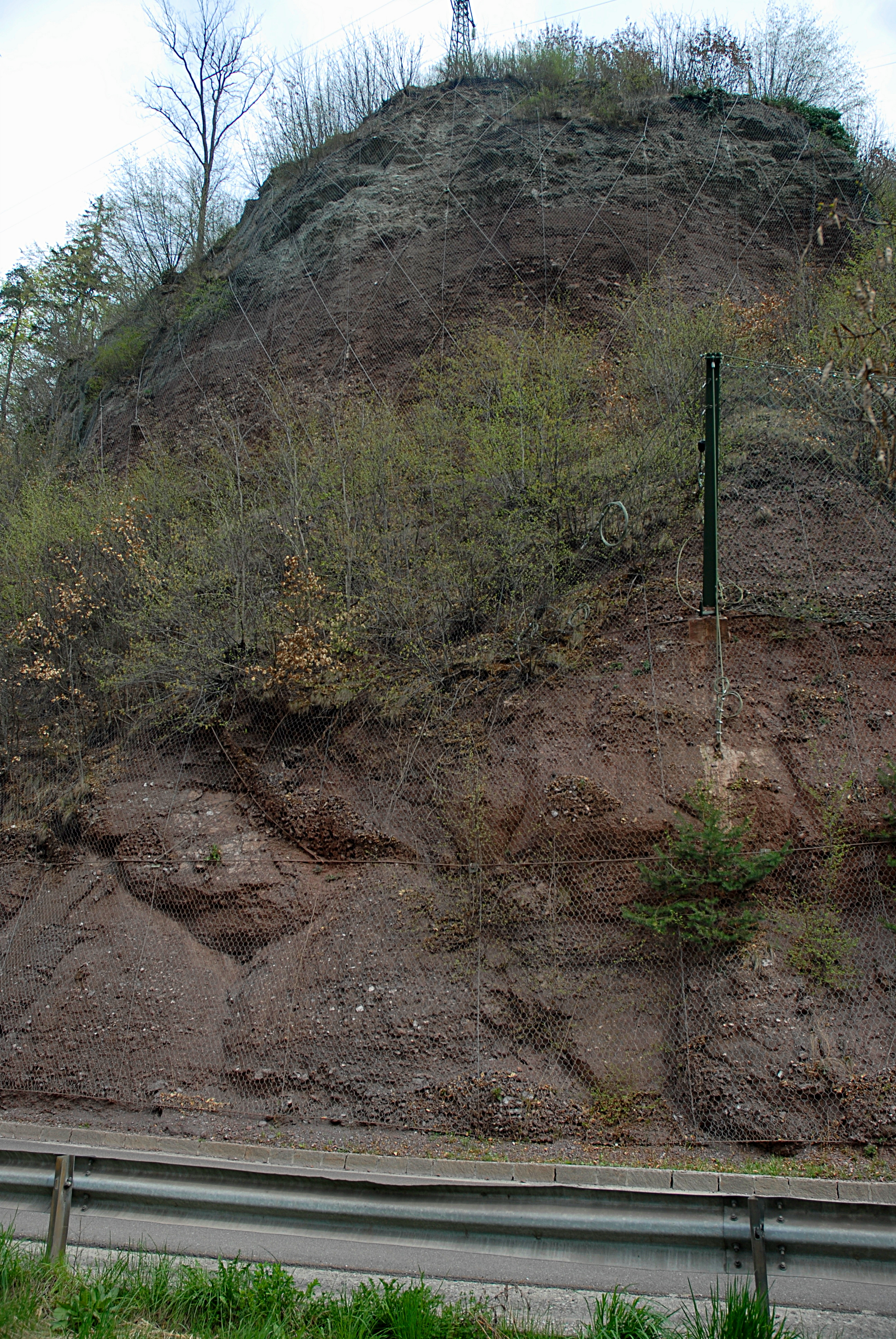
Das Waidbrucker Konglomerat am klassischen Vorkommen an der Straße von Waidbruck nach Kastelruth

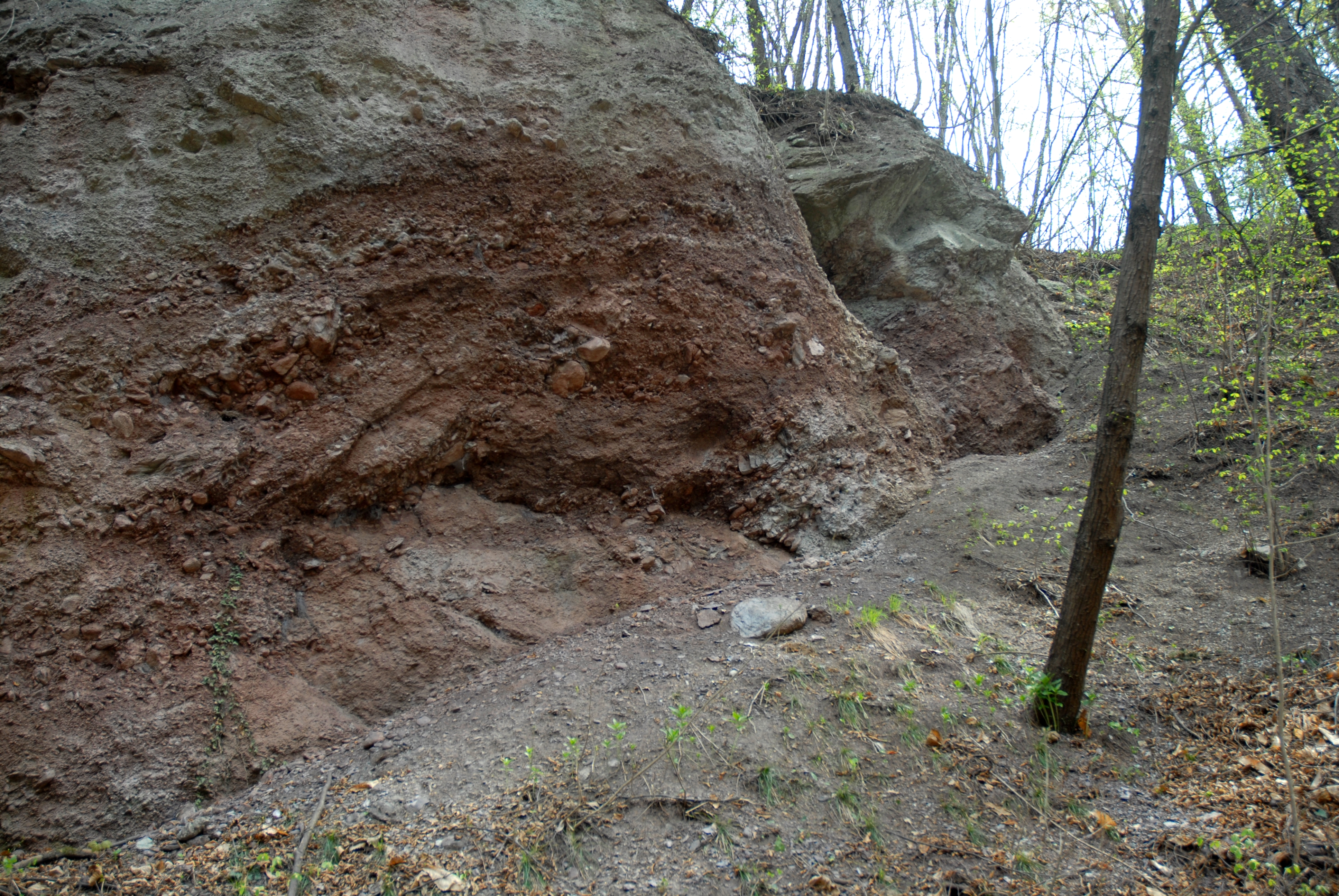
Farbumschlag von Rot- zu Graufärbung

Das Waidbrucker Konglomerat (italienisch Conglomerato di Ponte Gardena) ist eine lithostratigraphische Einheit des Perm in den Südalpen.

## Einordnung
Das Waidbrucker Konglomerat bildet eine aus klastischen Sedimentgesteinen bestehende Formation, die dem kristallinen Grundgebirge auflagert und nach oben hin in die vulkanischen Gesteine der Etschtaler Vulkanit-Gruppe übergeht. Es handelt sich um die Ablagerung von Flüssen und Bächen. Die Formation ist daher nicht durchgehend vorhanden, sondern nur örtlich ausgebildet. Neben den Vorkommen bei Waidbruck im Eisacktal gibt es größere Vorkommen auch im Valsugana. Datiert wird das Konglomerat in das frühe Perm, genauer in das Sakmarium. Es ist also vor 294,6 bis 284,4 Millionen Jahren entstanden. Im Profil bei Waidbruck ist das Konglomerat 50 Meter mächtig, insgesamt schwankt die Mächtigkeit in den westlichen Dolomiten zwischen 0 und 150 Meter.

## Beschreibung
Es handelt sich um schlecht sortierte Konglomerate und geröllführende Sandsteine. Die Gerölle sind meist nur schwach gerundet, was auf einen relativ kurzen Transportweg schließen lässt. Nach oben hin nehmen Sandsteinlagen etwas zu. Während in den unteren Lagen kristallines Grundgebirge aufgearbeitet ist, so finden sich bei Waidbruck Phyllitgerölle des Brixner Quarzphyllits und Quarzgerölle, nehmen im oberen Teil vulkanoklastische Teile zu und bilden einen fließenden Übergang zu den Vulkaniten der Etschtaler Vulkanit-Gruppe. Im klassischen Aufschluss bei Waidbruck findet sich ein Farbumschlag von roten Konglomeraten im unteren Bereich zu grauen Sedimenten im oberen Bereich. Die rötlichen Sedimente weisen auf eine Bildung in einem Wüstenklima hin, die grauen Sedimente auf eine regelmäßigere Wasserführung.

## Entstehung
Die Sedimente an der Basis werden als Schuttströme mit anschließendem kurzen Transport in einem periodisch wasserführenden Wildbach interpretiert. Die darüberliegenden Sedimente könnten Sedimente von Schwemmfächern darstellen oder auch Molassesedimente in bruchtektonisch angelegten Senken in einem Hügel- oder Bergland.